# Waterhouse FC
El Waterhouse FC és un club de futbol jamaicà de la ciutat de Kingston.

## Història
El club va ser fundat l'any 1968. Començà a jugar a l'estadi d'Emmett Park, traslladant-se més tard al Waterhouse stadium. El club guanyà al lliga el 2005/2006, la qual fou dedicada a Peter Cargill, el seu entrenador que morí en accident de cotxe.

## Palmarès
- Lliga jamaicana de futbol: [1]
  - 1998, 2006
- Copa jamaicana de futbol: [2]
  - 2004, 2008

## Entrenadors destacats
- Peter Cargill †

## Futbolistes destacats
- Winston Anglin †
- Onandi Lowe
- Demar Phillips